# Cantone di Senonches
Il Cantone di Senonches era una divisione amministrativa dell'arrondissement di Dreux.
A seguito della riforma approvata con decreto del 24 febbraio 2014, che ha avuto attuazione dopo le elezioni dipartimentali del 2015, è stato soppresso.

## Composizione
Comprendeva i comuni di:
- Digny
- La Framboisière
- Jaudrais
- Louvilliers-lès-Perche
- Le Mesnil-Thomas
- La Puisaye
- La Saucelle
- Senonches